# Gente distratta
Gente distratta è il terzo album discografico solistico di Toni Esposito, pubblicato dall'etichetta discografica Numero Uno nel 1977.

## Tracce
Lato A
1. Gente distratta – 3:55 (Toni Esposito, Gigi De Rienzo)
2. Session Man – 6:31 (Robert Fix)
3. Xantur – 6:21 (Toni Esposito)

Lato B
1. Solchiaro – 5:11 (Gigi De Rienzo)
2. Pastelli – 4:50 (Ernesto Vitolo)
3. Kosen Rufen – 5:28 (Karl Potter)

## Formazione
- Tony Esposito – batteria, percussioni, santur, marimba
- Ernesto Vitolo – pianoforte, Fender Rhodes, sintetizzatore, ARP, organo Hammond
- Gigi De Rienzo – basso, contrabbasso
- Karl Potter – congas
- Robert Fix – sassofono tenore, sassofono soprano, melodica

Note aggiuntive
- Renato Marengo – produzione
- Registrato allo Studio 7 di Napoli (Italia)
- Giulio Zampa – ingegnere del suono
- Gigi De Rienzo – arrangiamenti, foto
- Gigi De Rienzo, Tony Esposito e Giulio Zampa – missaggi
- Tony Esposito – impaginazione
- Edizioni: Numero 1[2]